# پدرو بنیتس (بازیکن فوتبال، زاده ۱۹۸۱)
پدرو بنیتس (اسپانیایی: Pedro Benítez‎؛ زادهٔ ۲۳ مارس ۱۹۸۱) بازیکن فوتبال اهل پاراگوئه بود.
از باشگاه‌هایی که در آن بازی کرده‌است می‌توان به باشگاه فوتبال لیبرتاد، باشگاه فوتبال اتلتیکو مینیرو، باشگاه فوتبال شاختار دونتسک، و باشگاه فوتبال تیگرس اونال اشاره کرد.
وی همچنین در تیم‌های ملی فوتبال زیر ۲۰ سال پاراگوئه، زیر ۲۳ سال پاراگوئه و پاراگوئه بازی کرده‌است.